# Selección de baloncesto de Arabia Saudita
La selección de baloncesto de Arabia Saudita es el equipo formado por jugadores de nacionalidad saudí que representa a la Federación de Baloncesto de Arabia Saudita (en árabe: اتحاد المملكة العربية السعودية لكرة السلة‎) en las competiciones internacionales organizadas por la Federación Internacional de Baloncesto (FIBA) o el Comité Olímpico Internacional (COI): los Juegos Olímpicos, la Copa Mundial de Baloncesto y el Campeonato FIBA Asia.

## Historia
Fue creada en el año 1964 y ese mismo año se afilió a FIBA Asia. En 1978 clasificó a los Juegos Asiáticos y al Campeonato Árabe de Baloncesto, donde en este último ganó la medalla de plata.
Su primera aparición en el Campeonato FIBA Asia fue en 1989 en Beijing, China donde terminó en séptimo lugar. Su mejor participación en el torneo continental ha sido la medalla de bronce en la edición de 1999 en Fukuoka, Japón.
Sus mayores logros han sido el título en el Campeonato Árabe de Baloncesto y en los Juegos Panarábicos, ambos en 1997.

## Historial

### Copa Mundial
Resultado General: No ocupa puesto
| Copa Mundial de Baloncesto |
| --- |
| - 1950: No calificó - 1954: No calificó - 1959: No calificó - 1963: No calificó - 1967: No calificó - 1970: No calificó - 1974: No calificó - 1978: No calificó - 1982: No calificó - 1986: No calificó - 1990: No calificó - 1994: No calificó - 1998: No calificó - 2002: No calificó - 2006: No calificó - 2010: No calificó - 2014: No calificó - 2019: No calificó - 2023: No calificó - 2027: TBD |

### Juegos Olímpicos
| Baloncesto en los Juegos Olímpicos |
| --- |
| - Berlín 1936: No calificó - Londres 1948: No calificó - Helsinki 1952: No calificó - Melbourne 1956: No calificó - Roma 1960: No calificó - Tokio 1964: No calificó - México 1968: No calificó - Múnich 1972: No calificó - Montreal 1976: No calificó - Moscú 1980: No calificó - Los Ángeles 1984: No calificó - Seúl 1988: No calificó - Barcelona 1992: No calificó - Atlanta 1996: No calificó - Sídney 2000: No calificó - Atenas 2004: No calificó - Pekín 2008: No calificó - Londres 2012: No calificó - Río 2016: No calificó - Tokio 2020: No calificó - París 2024: No calificó |

### Campeonato FIBA Asia
| Campeonato FIBA Asia | Campeonato FIBA Asia | Campeonato FIBA Asia | Campeonato FIBA Asia | Campeonato FIBA Asia | Campeonato FIBA Asia |
| -------------------- | -------------------- | -------------------- | -------------------- | -------------------- | -------------------- |
| - 1960: No calificó  |                      | - 1983: No calificó  |                      | - 2005: 8° Lugar     |                      |
| - 1963: No calificó  |                      | - 1985: No calificó  |                      | - 2007: No calificó  |                      |
| - 1965: No calificó  |                      | - 1987: No calificó  |                      | - 2009: No calificó  |                      |
| - 1967: No calificó  |                      | - 1989: 7° Lugar     |                      | - 2011: No calificó  |                      |
| - 1969: No calificó  |                      | - 1991: 9° Lugar     |                      | - 2013: 13° Lugar    |                      |
| - 1971: No calificó  |                      | - 1993: 6° Lugar     |                      | - 2015: No calificó  |                      |
| - 1973: No calificó  |                      | - 1995: 6° Lugar     |                      | - 2017: No calificó  |                      |
| - 1975: No calificó  |                      | - 1997: 4° Lugar     |                      | - 2022: 14° Lugar    |                      |
| - 1977: No calificó  |                      | - 1999:              |                      | - 2025: Clasificado  |                      |
| - 1979: No calificó  |                      | - 2001: No calificó  |                      |                      |                      |
| - 1981: No calificó  |                      | - 2003: No calificó  |                      |                      |                      |

## Palmarés
- Campeonato FIBA Asia:
  -  Tercer lugar (1): 1999

- Campeonato Árabe de Baloncesto:
  -   Campeón (2): 1997, 2018
  -  Subcampeón (1): 1978
  -  Tercer lugar (1): 2007

- Juegos Panárabes:
  -   Campeón (1): 1997

### Videos
- #FIBAAsia - Day 1: Saudi Arabia v Philippines (highlights) Youtube.com video

- Datos: Q2629897